# Liste der Monuments historiques in Montbrun-Bocage
Die Liste der Monuments historiques in Montbrun-Bocage führt die Monuments historiques in der französischen Gemeinde Montbrun-Bocage auf.

## Liste der Bauwerke
| Bezeichnung                      | Beschreibung                  | Standort              | Kennzeichnung | Schutzstatus | Datum | Bild |
| -------------------------------- | ----------------------------- | --------------------- | ------------- | ------------ | ----- | ---- |
| Kirche St-Jean mit Wandmalereien | Erbaut im 11./12. Jahrhundert | (Lage)                | PA00094385    | Classé       | 1980  |      |
| Maisons des Moines               | Erbaut im 14. Jahrhundert     | Rue des Moines (Lage) | PA00094386    | Inscrit      | 1950  |      |